# R3hab
R3hab (zapis stylizowany: R3HAB), właśc. Fadil El Ghoul (arab. ‏فضيل الغول‎, ur. 2 kwietnia 1986 w Bredzie) – holenderski DJ i producent muzyczny pochodzenia marokańskiego.

## Dyskografia

### Single
- 2008: „Mrkrstft” (oraz Hardwell)
- 2009: „Blue Magic” (oraz Hardwell)
- 2010: „Get Get Down” (oraz Addy Van Der Zwan)
- 2011: „Sending My Love” (oraz Swanky Tunes & Max C)
- 2012: „Living 4 The City” (oraz Shermanology)
- 2012: „You'll Be Mine” (oraz Havana Brown)
- 2012: „Big Banana” (oraz Havana Brown, Prophet of 7Lions)
- 2014: „Revolution” (oraz NERVO, Ummet Ozcan)
- 2014: „Samurai (Go Hard)"
- 2014: „Androids"
- 2014: „Flashlight” (oraz Deorro)
- 2014: „Unstoppable” (gościnnie: Eva Simons)
- 2014: „How we party” (oraz VINAI)
- 2014: „Ready for the Weekend” (oraz NERVO, Ayah Marar)
- 2014: „Soundwave” (gościnnie: Trevor Guthrie)
- 2014: „Karate” (oraz KSHMR)
- 2015: „Phoenix” (oraz Sander van Doorn)
- 2015: „Tiger” (vs Skytech & Fafaq)
- 2015: „Won't Stop Rocking” (oraz Headhunterz)
- 2015: „Strong” (oraz KSHMR)
- 2015: „Hakuna Matata” (Hardwell Edit)
- 2016: „Get Up” (gościnnie: Ciara)
- 2016: „Near Me” (oraz BURNS)
- 2016: „Freak” (oraz Quintino)
- 2016: „Wave” (oraz Amber i Luna)
- 2016: „Sakura"
- 2016: „Everything” (oraz Skytech)
- 2016: „Marrakech” (oraz Skytech)
- 2018: „Rumors” (oraz Sofia Carson)
- 2019: „All Around the World” (oraz A Touch of Class) – 2× platynowa płyta w Polsce[2]
- 2020: „Am I The Only One” (oraz Astrid S i HRVY)
- 2021: „Distant Memory” (oraz Timmy Trumpet i W&W)
- 2023: „Rock My Body” (oraz Inna, Sash!) – platynowa płyta w Polsce[2]
- 2023: „Waterfall” (oraz Michael Schulte) – platynowa płyta w Polsce[2]

### Remiksy
2019
- Rammstein – Ausländer (RMX BY R3HAB)

#### 2016
- Rihanna – Kiss It Better (R3hab Remix)
- Calvin Harris feat. Rihanna – This Is What You Came For (R3hab x Henry Fong Remix)
- The Chainsmokers feat. Halsey – Closer (R3hab Remix)
- Zara Larsson – Ain't My Fault (R3hab Remix)

#### 2015
- Taylor Swift – Wildest Dreams (R3hab Remix)
- Calvin Harris & Disciples – How Deep Is Your Love (Calvin Harris & R3HAB Remix)
- Axwell Λ Ingrosso – Sun Is Shining (R3hab Remix)
- Calvin Harris & HAIM – Pray To God (R3hab Remix)
- Rihanna – Bitch Better Have My Money (R3hab Remix)

#### 2014
- Tiësto feat. Matthew Koma – Wasted (R3hab Remix)
- Beyoncé – Pretty Hurts (R3hab Remix)
- Rita Ora – I Will Never Let You Down (R3hab Remix)
- My Crazy Girlfriend – Stupid Love (R3hab Remix)
- Gareth Emery feat. Krewella – Lights and Thunder (R3hab Remix)
- Calvin Harris – Summer (R3hab & Ummet Ozcan Remix)
- Calvin Harris – Burnin (R3hab) (Album Motion przyp. autora)

#### 2013
- Pitbull feat. Ke$ha – Timber (R3hab Remix)
- Diplo featuring Nicky Da B – Express Yourself (R3hab & Diplo Remix)
- Rihanna – What Now (R3hab Remix)
- The Wombats – Your Body Is a Weapon (R3hab Remix)
- Cole Plante – Lie to Me (R3hab Remix)
- Yoko Ono featuring Dave Audé – Hold Me (R3hab Remix)
- David Guetta featuring Ne-Yo and Akon – Play Hard (R3hab Remix)
- Tiësto – Chasing Summers (R3hab & Quintino Remix)
- 7Lions – Born 2 Run (R3hab Remix)
- Just Ivy ft. Akon – Paradise (R3hab Remix)
- Irina featuring Dave Audé – One Last Kiss (R3hab Club Mix)
- NERVO – Hold On (R3hab & Silvio Ecomo Remix)
- Cher – Woman's World (R3hab Remix)
- Dan Black featuring Kelis – Hearts (Kaskade & R3hab Remix)
- Calvin Harris featuring Ellie Goulding – I Need Your Love (R3hab Remix)
- ONO – Walking On Thin Ice (R3hab Remix)

#### 2012
- Pitbull  – Don't Stop The Party (R3hab & ZROQ Remix)
- Example – Perfect Replacement (R3hab & Hard Rock Sofa Remix)
- No Doubt – Looking Hot (R3hab Remix)
- Priyanka Chopra  – In My City (R3hab & ZROQ Remix)
- Havana Brown – You'll Be Mine (R3hab & ZROQ Remix)
- Havana Brown  – Big Banana (R3hab Remix)
- Michael Woods  – We've Only Just Begun (R3hab & ZROQ Remix)
- Cherry Cherry Boom Boom – One and Only (R3hab Remix)
- Meital & Sean Kingston – On Ya (R3hab Remix)
- Enrique Iglesias – Finally Found You (R3hab & ZROQ Remix)
- Far East Movement  – Turn Up the Love (R3hab Remix)
- Taryn Manning – Send Me Your Love (R3hab Remix)
- Adam Lambert – Never Close Our Eyes (R3hab Oldskool Bounce Remix)
- Madonna – Turn Up The Radio (R3hab's Surrender Remix)
- Calvin Harris  – We’ll Be Coming Back (R3hab EDC Vegas Remix)
- Calvin Harris  – We’ll Be Coming Back (R3hab EDC NYC Remix)
- Jay Sean featuring Pitbull – I'm All Yours (R3hab Remix)
- Afrojack and Shermanology – Can't Stop Me Now (R3hab & Dyro Remix)
- Usher – Scream (R3hab Remix)
- Adam Lambert – "Never Close Our Eyes" (R3hab Remix)
- Pitbull – Back in Time (R3hab Remix)
- Sebastian Ingrosso and Alesso – Calling (Lose My Mind) (R3hab & Swanky Tunes Chainsaw Madness Mix)
- Cosmo – Naughty Party (R3hab Remix)
- Eva Simons – I Don't Like You (R3hab Remix)
- David Guetta – "I Can Only Imagine" (R3hab Remix)
- will.i.am – Go Home (R3hab vs The Eye Remix)
- Eric Turner – Angels & Stars (R3hab Club Mix)
- R3hab vs. Denis Naidanow – Shuri Shuri (R3hab Remix)
- Labrinth – Last Time (R3hab Remix)
- Cassie – King of Hearts (R3hab Remix)
- Karmin – Brokenhearted (R3hab's XS Remix)
- Adrian Lux – Fire (R3hab's Bigroom Remix)
- LMFAO – Sorry For Party Rocking (R3hab Remix)

#### 2011
- Dev and Enrique Iglesias – "Naked" (R3hab Remix)
- Lady Gaga – "Marry the Night" (R3hab Remix)
- Far East Movement – "Jello" (R3hab Remix)
- Kaskade featuring Mindy Gledhill – "Eyes" (R3hab Remix)
- Qwote and Lucenzo – "Danza Kuduro (Throw Your Hands Up)" (R3hab's Dayglow Remix)
- Porcelain Black – Naughty Naughty (R3hab's 6AM Pacha Mix)
- Katy Perry – "The One That Got Away" (R3hab Remix)
- David Guetta featuring Usher – "Without You" (R3hab's XS Remix)
- Rihanna featuring Calvin Harris – "We Found Love" (R3hab's XS Remix)
- Jennifer Lopez – "Papi" (R3hab Remix)
- Tiësto – "Maximal Crazy" (R3hab & Swanky Tunes Remix)
- Benny Benassi ft. Gary Go – "Close To Me" (R3hab Remix)
- Skylar Grey – "Dance Without You" (R3hab Remix)
- Gloria Estefan – "Wepa" (R3hab Remix)
- Taio Cruz – Troublemaker (R3hab Remix)
- Sander Van Doorn – "Koko" (R3hab Remix)
- Wynter Gordon – "Til Death" (R3hab Remix)
- Calvin Harris featuring Kelis – "Bounce" (R3hab Remix)
- Rye Rye featuring Robyn – "Never Will Be Mine" (R3hab Remix)
- LMFAO featuring Natalia Kills – "Champagne Showers" (R3hab Remix)
- Cahill featuring Joel Edwards – "In Case I Fall" (R3hab Remix)
- Luciana – "I'm Still Hot" (R3hab Remix)
- Lady Gaga – "Judas" (R3hab Remix)
- Ralvero – "Drunk Tonight" (R3hab & Ferruccio Salvo Remix)
- Porcelain Black featuring Lil Wayne – This Is What Rock n Roll Looks Like (R3hab's Ruby Skye Remix)
- Pitbull featuring Ne-Yo, Afrojack and Nayer – "Give Me Everything (R3hab Remix)
- Hyper Crush – "Kick Us Out" (R3hab & DJ Frank E Remix)
- MYNC & Abigail Bailey – "Something On Your Mind" (R3hab Remix)
- Ian Carey featuring Snoop Dogg and Bobby Anthony – "Last Night" (R3hab Remix)
- Addy Van Der Zwan featuring The Michael Zager Band – "Let's All Chant" (R3hab Remix)
- Dada Life – "Fight Club Is Closed" (R3hab & Ferruccio Salvo Remix)

#### 2010
- Franky Rizardo – "Afrika" (R3hab & Ferruccio Salvo Remix)
- Bob Sinclar featuring Sean Paul – "Tik Tok" (Chuckie & R3hab Remix)
- Critical Mass – "Burning Love" (R3hab Remix)
- Issy featuring David Goncalves – "Physical Love" (R3hab Remix)
- G&G – "We Just Criticize" (R3hab & Addy Van Der Zwan Remix)
- Rene Amesz – "Coriander" (Hardwell & R3hab Remix)
- DJ Mujava – "Please Mugwanti" (R3hab Remix)
- David Guetta and Chris Willis featuring Fergie and LMFAO – "Gettin' Over You" (R3hab Bootleg)
- DJ Norman vs. Darkraver – "Kom Tie Dan Hé" (R3hab & Addy van der Zwan Remix)